# 김해곤
김해곤(金海坤, 1964년 ~ )은 대한민국의 영화 감독 겸 배우이다.

## 학력
- 안양예술고등학교 연극영화학

## 출연 작품

### 영화
- 2022년 《뜨거운 피》 ... 양동 역
- 2018년 《마약왕》 ... 백운창 역
- 2018년 《상류사회》 ... 안 의원 역
- 2016년 《아수라》 ... 태병조 역
- 2014년 《끝까지 간다》 ... 돼지금고 주인 역 (특별출연)
- 2013년 《집으로 가는 길》 ... 대리운전 차주 역 (특별출연)
- 2013년 《고령화가족》 ... 김 사장 역
- 2010년 《무적자》 ... 정 사장 역
- 2007년 《사랑방 선수와 어머니》 ... 담임 선생님 역 (우정출연)
- 2006년 《Mr. 로빈 꼬시기》 ... 남직원 1 역
- 2006년 《누가 그녀와 잤을까?》 ... 재성 매니저 역 (특별출연)
- 2006년 《가문의 부활 - 가문의 영광 3》 ... 윤도식 역
- 2005년 《가문의 위기 - 가문의 영광 2》 ... 윤도식 역
- 2005년 《달콤한 인생》 ... 태웅 역
- 2005년 《B형 남자친구》(우정출연)
- 2004년 《누구나 비밀은 있다》 ... 진영 남편 역
- 2004년 《태극기 휘날리며》 ... 신임 대대장 역 (우정출연)
- 2003년 《블루》 ... 김 대령 역
- 2002년 《굳세어라 금순아》 ... 껌 씹는 사내 역
- 2001년 《라이방》 ... 해곤 역
- 2001년 《파이란》 ... 강릉 매니저 역
- 1999년 《카라》 ... 택시 기사 역
- 1998년 《남자의 향기》 ... 양휘철 역
- 1998년 《기막힌 사내들》 ... 한가닥 11 역
- 1997년 《깊은 슬픔》 ... 한조 역
- 1996년 《본 투 킬》 ... 사내 역
- 1996년 《맥주가 애인보다 좋은 일곱가지 이유》 ... 웨이터 역
- 1995년 《개 같은 날의 오후》 ... 이삿짐 사다리차 운전수 역
- 1994년 《게임의 법칙》 ... 개코 역
- 1992년 《장군의 아들 3》 ... 왕마귀 역
- 1991년 《장군의 아들 2》 ... 왕마귀 역
- 1990년 《꼭지딴》
- 1990년 《장군의 아들》 ... 왕마귀 역

### 드라마
- 1997년 MBC 《신데렐라》
- 1999년 SBS 《퀸》
- 2011년 MBC 《넌 내게 반했어》 - 정형외과 의사 역
- 2012년 KBS1 《HD TV문학관 - 강상무진》

## 참여 작품

### 감독 및 각본
- 2008년 《숙명》
- 2006년 《연애, 그 참을 수 없는 가벼움》

### 각본
- 2010년 《무적자》
- 2003년 《청풍명월》
- 2002년 《블루》
- 2001년 《이것이 법이다》
- 2001년 《파이란》

## 수상
- 영화진흥공사 시나리오 공모 우수상 (보고 싶은 얼굴)